# I liga fidżyjska w piłce nożnej (2019)
Sezon 2019 był 43. edycją National Football League – najwyższej klasy rozgrywkowej na Fidżi. Sezon rozpoczął się 20 stycznia, a zakończył 15 września 2019. Ze względów sponsorskich rozgrywki prowadzone były pod nazwą Vodafone Premier League. Tytułu broniła drużyna Lautoka FC. Mistrzostwo zdobyła drużyna Ba FC.

## Drużyny
| Uczestnicy poprzedniej edycji                                                                                 | Uczestnicy poprzedniej edycji | Uczestnicy poprzedniej edycji | Uczestnicy poprzedniej edycji |
| --- | ----------------------------- | ----------------------------- | ----------------------------- |
| LAU | Lautoka FC                    | 1                             |                               |
| BA | Ba FC                         | 2                             |                               |
| NAD | Nadi FC                       | 3                             |                               |
| SUV | Suva FC                       | 4                             |                               |
| LAB | Labasa FC                     | 5                             |                               |
| REW | Rewa FC                       | 6                             |                               |
| TAV | Tavua FC                      | 7                             |                               |
| Awans z Senior League (2018)                                                                                  |                               |                               |                               |
| NAS | Nasinu FC                     | 1                             |                               |
| Oznaczenia: - kolumna pierwsza – skróty nazw drużyn, - kolumna trzecia – miejsce zajęte w poprzednim sezonie. |                               |                               |                               |

## Tabela
| Lp. | Drużyna      | M  | Z  | R | P  | B+ | B– | +/– | Pkt | Kwalifikacja lub spadek          |
| --- | ------------ | -- | -- | - | -- | -- | -- | --- | --- | -------------------------------- |
| 1   | Ba FC (M)    | 14 | 11 | 3 | 0  | 29 | 5  | +24 | 36  | Liga Mistrzów OFC • Faza grupowa |
| 2   | Lautoka FC   | 14 | 9  | 1 | 4  | 34 | 19 | +15 | 28  | Liga Mistrzów OFC • Faza grupowa |
| 3   | Suva FC      | 14 | 7  | 2 | 5  | 22 | 17 | +5  | 23  |                                  |
| 4   | Labasa FC    | 14 | 6  | 4 | 4  | 18 | 19 | −1  | 22  |                                  |
| 5   | Nadi FC      | 14 | 5  | 0 | 9  | 25 | 27 | −2  | 15  |                                  |
| 6   | Nasinu FC    | 14 | 4  | 1 | 9  | 20 | 22 | −2  | 13  |                                  |
| 7   | Rewa FC      | 14 | 3  | 3 | 8  | 9  | 25 | −16 | 12  |                                  |
| 8   | Tavua FC (S) | 14 | 4  | 0 | 10 | 9  | 32 | −23 | 12  | Spadek do Senior League          |

## Wyniki
| Gospodarz \ Gość | BAF | LAB | LAU | NAD | NAS | REW | SUV | TAV |
| ---------------- | --- | --- | --- | --- | --- | --- | --- | --- |
| Ba FC            | —   | 3–0 | 3–0 | 3–0 | 1–1 | 1–1 | 3–1 | 3–0 |
| Labasa FC        | 1–1 | —   | 1–4 | 4–2 | 1–0 | 1–1 | 1–1 | 1–2 |
| Lautoka FC       | 1–4 | 0–0 | —   | 2–0 | 4–3 | 4–1 | 0–1 | 6–0 |
| Nadi FC          | 0–1 | 2–3 | 1–2 | —   | 1–2 | 6–1 | 1–3 | 1–0 |
| Nasinu FC        | 0–1 | 2–0 | 1–4 | 1–2 | —   | 0–1 | 2–3 | 5–0 |
| Rewa FC          | 0–2 | 0–1 | 1–2 | 0–4 | 1–0 | —   | 1–0 | 0–1 |
| Suva FC          | 0–1 | 1–2 | 2–1 | 4–3 | 2–0 | 1–1 | —   | 3–0 |
| Tavua FC         | 0–2 | 0–2 | 1–4 | 1–2 | 1–3 | 2–0 | 1–0 | —   |

## Najlepsi strzelcy
| Bramki | Strzelcy            | Drużyna    |
| ------ | ------------------- | ---------- |
| 12     | Samuela Drudru      | Lautoka FC |
| 11     | Rusiate Matarerega  | Nadi FC    |
| 7      | Avinesh Suwamy      | Ba FC      |
| 6      | Siotame Kubu        | Labasa FC  |
| 4      | Meli Codro          | Suva FC    |
| 4      | Manasa Levaci Jr.   | Nasinu FC  |
| 4      | Benjamin Totori     | Lautoka FC |
| 4      | Sanaila Waqanicakau | Ba FC      |
| 4      | Tito Vodowaqa       | Nadi FC    |

Źródło: